# KMFDM
I KMFDM sono una band industrial metal tedesca nata nel 1983.
Il cofondatore del complesso, Sascha Konietzko, è l'unico membro fisso del progetto, ed insieme a En Esch, Raymond Watts e Günter Schulz è stato un componente chiave nella storia del progetto.
I KMFDM sono ritenuti, insieme a band quali Ministry e Godflesh, i fondatori ed i principali innovatori dell'Industrial metal, o per meglio dire del Dance metal, essendo stati tra i primi a sviluppare queste sonorità; hanno inoltre avuto una grande importanza nel panorama del genere: infatti, durante la permanenza nel gruppo, Konietzko e altri membri del gruppo hanno intrapreso molti side project.
La band ha avuto per molto tempo un accordo con l'artista Aidan Hughes, che ha creato le copertine di tutti gli album/singoli ed EP della band, ha collaborato nella realizzazione dei videoclip di A Drug Against War e Son of a Gun e alle magliette promozionali della band. L'unica copertina non disegnata dall'artista è quella di Nihil, che è stata realizzata da Francesca Sundsten, moglie del noto batterista Bill Rieflin. Nel giugno del 2007 vi è stata una discussione tra Sascha Konietzko e l'artista per la copertina di Tohuvabohu, che ha fatto incrinare i rapporti tra l'artista e il gruppo, tuttavia recentemente ristabiliti.

## Etimologia
KMFDM è l'acronimo, volutamente scorretto, di "Kein Mehrheit für die Mitleid", ovvero "Nessuna maggioranza per la pietà" in tedesco (la forma esatta è "Kein Mitleid Für Die Mehrheit" cioè "Nessuna pietà per la maggioranza"). Sascha Konietzko ha spiegato che la frase è stata resa di proposito grammaticalmente non corretta per confondere le persone che tentavano di dare un significato al loro nome.
La più accreditata origine del nome è stata data da Konietzko, che pare abbia scelto questo nome leggendo un manifesto per strada in Germania. Fu Raymond Watts, nel 1985, ad accorciare il nome in KMFDM, a causa della difficoltà che egli aveva nella pronuncia tedesca.
Tuttavia, la corretta interpretazione non fu subito diffusa e, nei primi anni di esistenza della band, il nome del gruppo subì numerose interpretazioni. L'ambiguità del significato del nome fu alimentata dal lancio di un concorso, poco prima dell'uscita dell'album Angst, in cui i fan dovevano dare un'interpretazione alla sigla; questo concorso fu lanciato, a scopo promozionale e senza il consenso del gruppo, dalla TVT Records, che aveva appena acquistato la Wax Trax! Records, etichetta con cui il gruppo aveva un contratto.
All'interno di questo concorso una radio americana mise in palio un CD della band, che sarebbe stato vinto da chi avesse fornito un numero maggiore di interpretazioni del nome.
Nello stesso Angst, più precisamente nella canzone Sucks, i membri del gruppo ironizzano sulle interpretazioni più bizzarre date al loro nome, concernenti note star del mercato musicale:
(KMFDM - Sucks)

## Storia

### Primi album

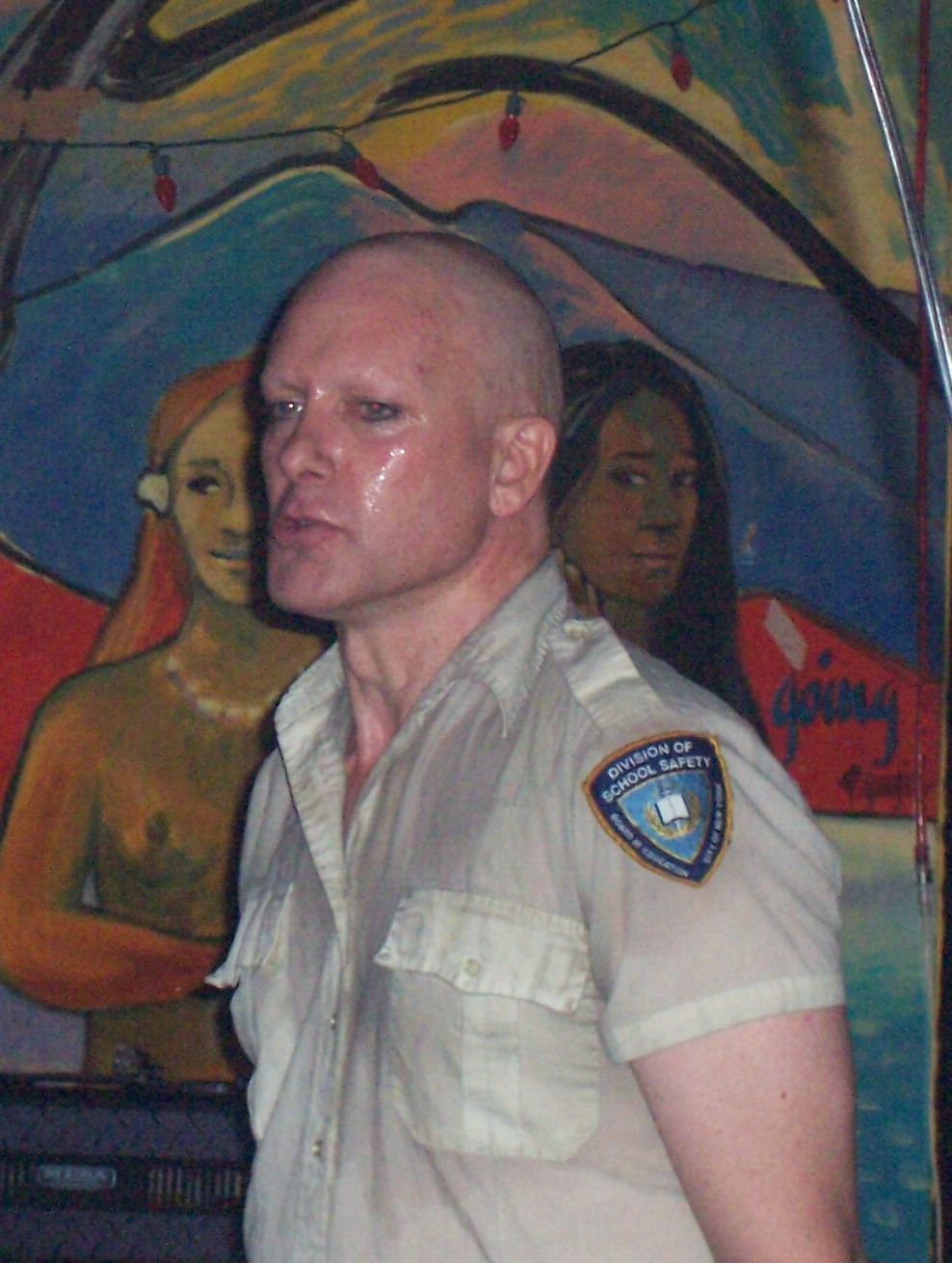
En Esch, uno dei primi partecipanti al progetto

I KMFDM nascono a Parigi il 28 novembre 1983 su iniziativa di Sascha Konietzko e di un artista e operatore multimediale, Udo Sturm, in occasione di un'esibizione per l'apertura di una mostra di giovani artisti europei al Grand Palais. In quell'occasione Sturm suonò un sintetizzatore e Konietzko un basso a 5 corde.
Tuttavia Sturm non aveva delle aspirazioni musicali, mentre Konietzko era più interessato alle registrazioni in studio che alle arti figurative. Sascha conobbe quindi il batterista Nicklaus Schandelmaier, in arte En Esch, e sospese il progetto KMFDM; i due si unirono al gruppo Missing Foundations, fondato dal musicista New-Yorkese Peter Missing. Tuttavia il gruppo realizzò solo alcune esibizioni dal vivo, e quindi En Esch e Sascha ripresero il progetto KMFDM. Allora essi iniziarono a lavorare nello studio di Konietzko ad Amburgo con Raymond Watts. Inizialmente il gruppo iniziò a circolare nella zona underground di Amburgo e pubblicò tre album per etichette europee, tra cui Opium, che fu distribuito in pochissime copie e in formato audio cassetta, ma che è stato pubblicato ufficialmente nel 2002. Queste registrazioni, prevalentemente strumentali, musicalmente erano molto vicine a quelle dei connazionali Einstürzende Neubauten; erano infatti caratterizzate da un uso molto marcato dei sintetizzatori e della batteria o della drum machine.
Fu successivamente pubblicato il primo album ufficiale del gruppo, ovvero What Do You Know, Deutschland?. Musicalmente questo album si discostava dalle prime registrazioni, poiché conteneva delle tracce che erano influenzate dall'hip hop e dal Rock, con un uso marcato del basso, della batteria e, in quantità minore, della chitarra. Quindi la band iniziò una lunga relazione con la Wax Trax! Records, e nel 1988 l'album Don't Blow Your Top fu distribuito dall'etichetta negli Stati Uniti. Don't Blow Your Top è anche il primo album dove Sascha Konietzko lavora anche come produttore.
Venne successivamente pubblicato UAIOE, anch'esso per la Wax Trax!, il cui titolo era indecifrabile e apparentemente senza senso. Nel 1989-1990 la band andò in tour con i Ministry, per il The Mind Is A Terrible Thing To Taste Tour, per poi passare vari mesi facendo concerti in Europa con i Thrill Kill Kult (TKK).

### L'affermazione e lo scioglimento

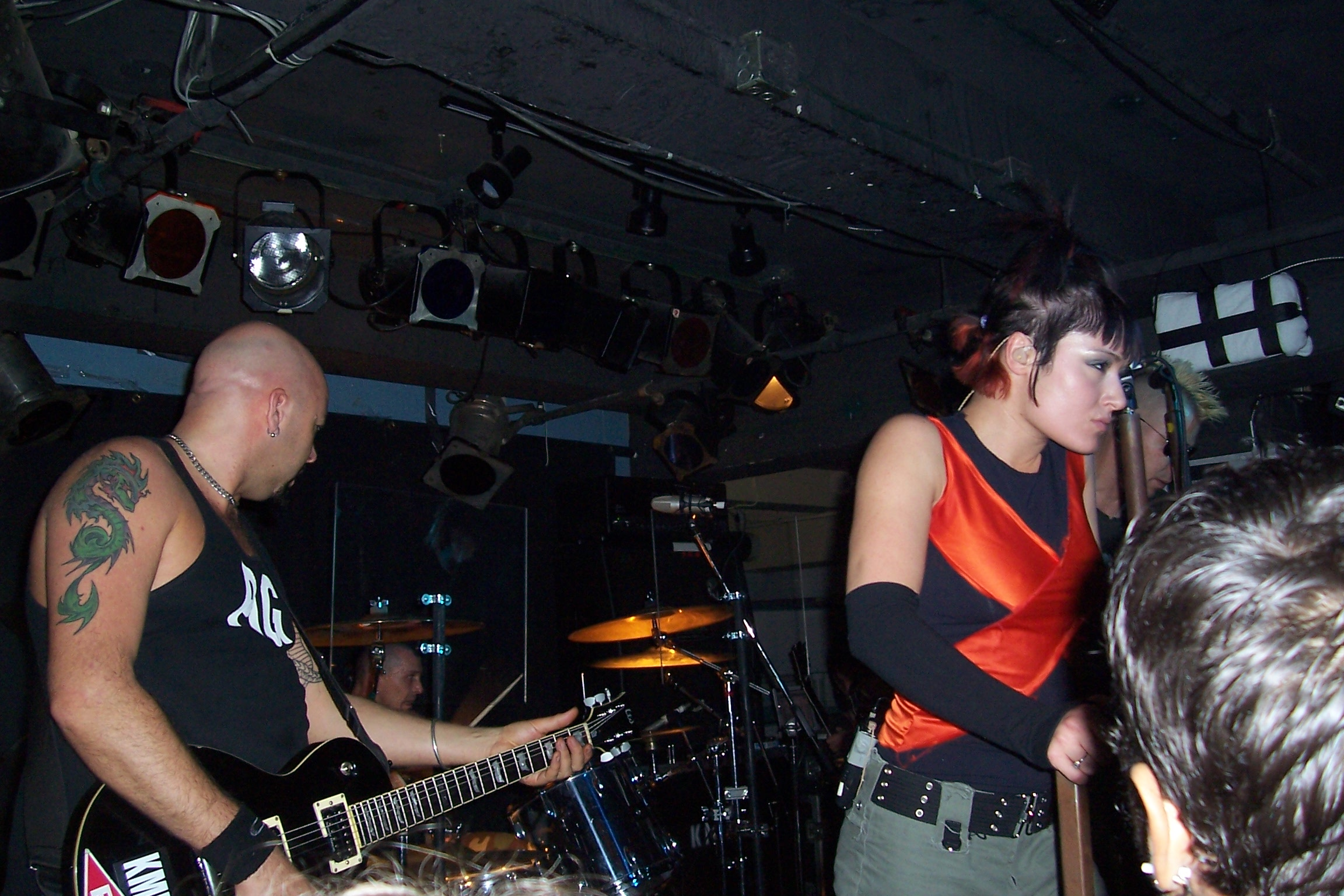
La band durante un concerto in Spagna

Nel 1990 vennero pubblicati i singoli Virus e Godlike, che ottennero un discreto successo, e annunciarono la virata del sound della band verso sonorità Rock. Venne così pubblicato Naïve, la cui canzone Liebeslied conteneva un sample di O Fortuna, brano contenuto nel Carmina Burana di Carl Orff. Il gruppo fu minacciato da parte dell'editore di Orff, che voleva ricorrere a un'azione legale. Infatti Orff morì nel 1982, e quindi il copyright sulle sue opere non era ancora scaduto. Qualche anno dopo, nel remix album Naïve/Hell to Go, fu inserito un remix della canzone, con il sample rimosso, denominato Leibesleid (Infringement Mix).
Il titolo della rinnovata canzone era un gioco di parole in tedesco; infatti Liebeslied vuol dire "canzone d'amore", mentre Leibesleid significa "dolore fisico". La versione originale di Naïve iniziò quindi a essere molto richiesta dai fan del gruppo, e i KMFDM, occasionalmente, suonano la versione originale di Liebeslied in concerto, versione che è anche presente nei DVD Beat by Beat by Beat e 20th Anniversary World Tour 2004. L'anno successivo alla pubblicazione di Naïve, Konietzko si trasferì a Chicago, e nel 1992 fu invece pubblicato Money. Quest'ultimo si discostava, come sonorità, da Naïve, poiché musicalmente si avvicinava a sonorità house e trance, come del resto preannunciava il singolo Vogue.
Con la pubblicazione dell'album Angst, avvenuta nel 1993, i KMFDM ebbero un notevole successo commerciale con il singolo A Drug Against War, in contraddizione con lo spirito della band anti-MTV, e un'attitudine anti-mainstream. Tuttavia, il video di A Drug Against War circolò in heavy rotation su MTV e fu utilizzato nel cartone, in onda sullo stesso canale, Beavis & Butt-head. Angst era musicalmente molto diverso da Money, poiché traeva le principali influenze del Metal estremo, in particolare dal Thrash metal.
Angst è stato inserito nella lista dei Top 10 Industrial Album di tutti i tempi, stilata da ReGen Magazine, rivista specializzata in Industrial e Synth pop. Nel 1994 i KMFDM terminarono l'Angstfest Tour e cominciarono a lavorare sull'album Nihil, che venne lanciato nel 1995 con due mega tour, Beat by Beat e In Your Face. Dopo la morte per AIDS di Jim Nash, amico stretto del gruppo e presidente della Wax Trax! Records, Konietzko si trasferì a Seattle.
In questo periodo le registrazioni degli album del gruppo risultavano difficoltose, poiché Sascha Konietzko si era trasferito a Seattle, En Esch viveva a New York e il chitarrista Günter Schulz in Canada.
Nel giugno del 1996 la band pubblicò Xtort; la pubblicazione dell'album avvenne pochi mesi dopo la pubblicazione di Nihil poiché Konietzko si dedicò per circa 20 ore al giorno alla registrazione e alla produzione dell'album.
Sebbene fosse stato pubblicato subito dopo il precedente album, Xtort ebbe una buona valutazione dalla critica, ed è tuttora l'album dei KMFDM ad aver avuto più successo, avendo venduto 200 000 copie, ed essendo arrivato alla posizione numero 92 della classifica Billboard. L'anno dopo iniziarono le sessioni di registrazione dell'album Symbols, e l'album venne pubblicato il 23 settembre 1997. Symbols non riuscì a bissare il successo di Xtort, ma arrivò comunque alla posizione numero 137 della classifica Billboard. I KMFDM si sciolsero, temporaneamente, il 22 gennaio 1999. Proclamato da Sascha Konietzko, lo scioglimento fu causato da una differenza di volontà per il futuro da parte dei componenti del gruppo e per divergenze artistiche.
L'album Adios fu pubblicato tre mesi dopo, con il titolo originale che la band voleva dare per la dipartita dalla Wax Trax! Records, ma che fu in realtà il simbolo dello scioglimento del gruppo stesso. Adios riuscì a piazzarsi alla posizione numero 189 della classifica Billboard. Günter Schulz e En Esch formarono la band Slick Idiot, mentre Konietzko e Tim Sköld si unirono negli MDFMK con la cantante Lucia Cifarelli, pubblicando un album omonimo sotto l'etichetta Republic Records. Nel 2000 hanno partecipato all'album di tributo ai Queen Tie Your Mix Down: A Queen Tribute, per il quale hanno eseguito We Will Rock You.

### La ricostituzione e il presente

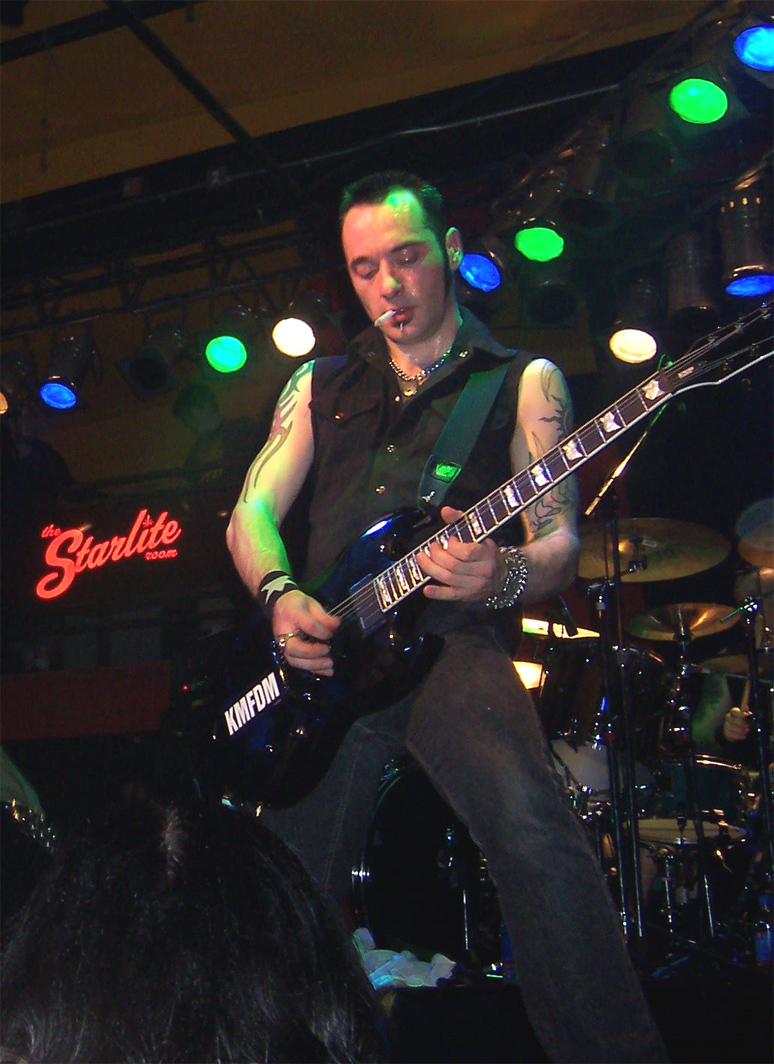
Jules Hodgson, chitarrista della band dal 2002

I KMFDM si sono riformati nel 2002 con Konietzko, Skold, Lucia Cifarelli, Raymond Watts e Bill Rieflin. Günter Schulz e Esch vennero invitati alla riunificazione della band ma rifiutarono.
Con questa nuova formazione, nel 2002 pubblicarono Attak per la Metropolis Records. Dal 2003, per la prima volta dopo 20 anni, Konietzko si è circondato di un vero e proprio gruppo formato, oltre che da lui, da Lucia Cifarelli, Jules Hodgson, Steve White e Andy Selway, senza rinunciare al contributo occasionale di altri musicisti. È stato così pubblicato WWIII per la Sanctuary Records, segnato dall'abbandono di Tim Sköld; la band ha quindi intrapreso un tour mondiale, per la ricorrenza dei 20 anni dalla formazione. Nel 2004, Konietzko ha creato un'etichetta indipendente, la KMFDM Records, non sciogliendo però il contratto con la Metropolis Records. È stato poi pubblicato l'album Hau Ruck, alla cui pubblicazione seguì un altro tour mondiale. Durante l'estate del 2006, la Metropolis Records annunciò di voler ristampare gli album della band registrati con la Wax Trax! Records, che erano fuori catalogo dal 2000, ripubblicandoli in ordine cronologico a gruppi di due o tre a cominciare da settembre 2006; Symbols e Adios, gli ultimi album pubblicati per la defunta etichetta, sono stati ripubblicati l'8 maggio 2007.
Il 22 marzo 2007 i KMFDM annunciarono la pubblicazione del loro sedicesimo studio album, intitolato Tohuvabohu, una parola che proviene da una frase biblica che significa selvaggio e caotico, avvenuta il 21 agosto. La frase, nell'Antico Testamento, viene utilizzata per definire il mondo prima della venuta di Dio, e Sascha Konietzko ha dichiarato che sua madre utilizzava questa espressione per definire le condizioni della sua camera da letto.
L'album è arrivato alla posizione numero 4 della categoria Top Electronic Albums della classifica Billboard.
Il 10 novembre 2007 il gruppo annunciò l'uscita, avvenuta il 19 febbraio 2008, di Brimborium, un album contenente i remix, effettuati da alcuni membri del gruppo e da altri artisti, dei pezzi dell'album Tohuvabohu. Il nome Brimborium deriva da un'antica preghiera latina, di cui, nel corso dei secoli, si è perso il reale significato. Questo nome è diventato, nel linguaggio comune, sinonimo di qualcosa di superfluo, senza un significato; Sascha Konietzko ha inoltre spiegato che il nome è stato scelto perché l'album non è un lavoro del gruppo, bensì un bonus. Il 1º marzo 2008 i KMFDM, in occasione della ricorrenza del 24º Anniversario del gruppo, presentarono la serie KMFDM 24/7, una riedizione di 24 singoli della band in vinili da sette pollici.
Questi singoli verranno pubblicati il primo giorno di ogni mese, fino al 1º febbraio 2010, quando verrà pubblicato un singolo inedito. Il 1º aprile 2008 il gruppo annunciò la pubblicazione dei tre volumi Extra, tre set da due dischi ciascuno contenente delle tracce prese dai singoli della band, da vinili, inediti e versioni alternative di brani contenuti nei loro album; l'ultimo dei tre volumi è stato reso disponibile dal 7 ottobre 2008. Il 15 dicembre 2008 è stata annunciata l'imminente pubblicazione del debutto del progetto "SKOLD vs KMFDM", nato dalla collaborazione con Tim Sköld, ex membro del gruppo, ed il 19 dicembre è stata resa nota la pubblicazione di Blitz, album di inediti pubblicato il 24 marzo 2009.

## Musica

### Stile e influenze

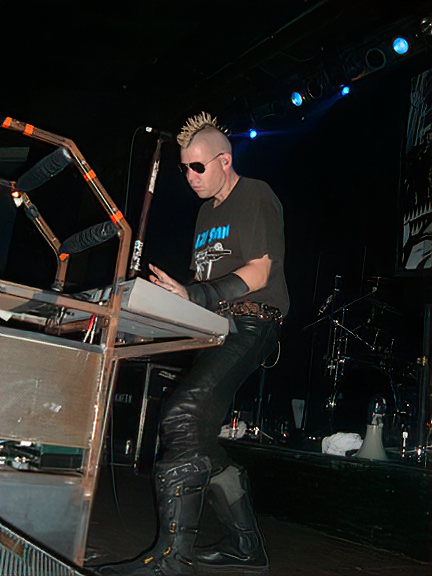
Sascha Konietzko in un concerto

La musica dei KMFDM è sempre stata un ibrido tra varie correnti musicali, e può essere definita come il primo esempio di Industrial metal, anche se vi è una sensibile differenza tra i primi album e il resto della discografia. Nonostante la differenza del sound dei vari album, i KMFDM hanno sempre descritto la loro musica come The Ultra-Heavy Beat. Konietzko ha citato i T. Rex, David Bowie, Alice Cooper, i Bauhaus, gli Sweet, gli Slade e Frank Zappa (quest'ultimo spesso citato negli album Don't Blow Your Top e UAIOE), come ispirazione per il gruppo da lui fondato.
L'idea di base della musica dei KMFDM fu descritta da Konietzko, il quale, dopo aver avuto esperienze in gruppi Glam rock, Punk rock e subito dopo l'esplosione dell'Industrial in Europa, decise di voler fondare un progetto in cui questi generi venissero ibridati:
(Sascha Konietzko)
Come già detto, la musica dei KMFDM ha subito dei cambiamenti nel tempo; infatti i loro album degli anni ottanta si basavano su duri campionamenti e manipolazioni sonore in studio, e i primi strumenti utilizzati furono sintetizzatori e drum machine, mentre l'utilizzo della chitarra era occasionale. Dall'inizio degli anni novanta, con l'entrata del chitarrista Günter Schulz, la musica dei KMFDM è diventata una fusione di elementi di musica elettronica e di Heavy metal, con occasionalmente elementi di reggae, ska, e, a volte, hip hop. Molte canzoni presentano cori e voci femminili tra cui quelle di Dorona Alberti, Cheryl Wilson, Jennifer Ginsberg, Abby Travis e Lucia Cifarelli. A lungo nei KMFDM, Raymond Watts incorporò alcuni elementi del progetto nel suo side project, i PIG, contraddistinto da liriche ironiche, voce in growl e arrangiamenti di chitarra tipicamente Heavy metal.
Dal 2003 i KMFDM adottano un sound più tradizionale, con la tipica formazione delle rock-band: voce, chitarre, basso e batteria, anche se continuano ad incorporare elementi elettronici. Il gruppo si è inoltre contraddistinto per l'uso di numerose lingue, tra cui l'inglese, il tedesco, il latino, l'ebraico, il Lingala (un dialetto africano) ed il russo.

### Tematiche
La band, fin dagli esordi, è stata sempre politicizzata; le loro liriche contestano le nostre società capitaliste, oltraggiano il terrorismo, la violenza, l'oppressione, la censura, e, più esplicitamente, la guerra. Le loro canzoni spesso contengono campionamenti di spezzoni di interviste ai leader politici, di solito con espressioni ironiche.
Per esempio l'album WWIII, subito dopo la sua uscita, fece scalpore per il contenuto dei testi, che criticavano il governo di George W. Bush e, in modo più specifico, la guerra in Iraq, ironizzando sulle motivazioni della guerra, ed affermando che la Terza Guerra Mondiale fosse già in atto:
(KMFDM - WWIII)
Inoltre i KMFDM sono conosciuti per il loro senso dell'umorismo: in ogni loro album sono presenti canzoni ironiche, e tra queste sono degne di nota More & Faster, Sucks, Light, Inane e Megalomaniac. Di solito queste canzoni sono incentrate sull'auto-celebrazione o sull'auto ironia, come per esempio Intro dell'album WWIII, nella quale Konietzko descrive i componenti della band in maniera irriverente con una sorta di filastrocca.

### Ostilità
Nel 2003, dopo la pubblicazione di WWIII, Sascha Konietzko criticò Marilyn Manson, affermando che "non sarebbe durato ancora molto" ed in seguito alla pubblicazione dell'album Money, attaccò duramente l'astro nascente Trent Reznor, accusato di essersi venduto all'industria musicale:
(Sascha Konietzko)
Recentemente lo stesso Konietzko ha duramente criticato i Korn, definendoli "il peggior gruppo che ha visto aprire concerti per i KMFDM" e che "ci sono le persone più idiote in quel gruppo e sono una banda di fottuti posers".
È inoltre nota l'attitudine anti-mainstream della band, e la sua avversione nei confronti di MTV e dell'industria musicale:
(Günter Schulz)
(Sascha Konietzko)

### Controversie
La band ricevette delle critiche e delle accuse di nazismo per il Massacro della Columbine High School; il sito web di Eric Harris presentava i testi di alcune canzoni del gruppo (Power, Son Of A Gun, Stray Bullet e Waste), e la sparatoria avvenne il giorno dell'uscita del loro album Adios. Nel ruolo di frontman dei KMFDM, Sascha Konietzko, rilasciò una dichiarazione alla stampa il giorno successivo al massacro, esprimendo il proprio dispiacere per la sparatoria ma respingendo le accuse:
(Sascha Konietzko)
Inoltre il protagonista del Massacro della scuola di Jokela, in uno dei suoi video, aveva citato anche i due giovani autori del Massacro della Columbine High School, Eric Harris e Dylan Klebold, intitolato Dedication Song, dedicandogli Stray Bullet dei KMFDM. Tuttavia l'ipotesi più accreditata è che lo scopo del criminale fosse quello di imitare in tutti gli aspetti i due assassini.

### Codice KMFDM
Dall'album UAIOE i KMFDM hanno dato il titolo dei loro album con un'unica parola di cinque lettere, ovvero Naïve, Money, Angst, Nihil, Xtort, Agogo, Retro, Adios, Attak e WWIII. Questa tradizione è stata interrotta con il quindicesimo album in studio della band, Hau Ruck, il cui titolo originale, però, era di cinque lettere, ovvero FUBAR, acronimo di Fucked Up Beyond All Recognition. Inoltre nel 1997 i KMFDM pubblicarono un album che aveva come titolo cinque simboli, probabilmente ispirandosi ai Led Zeppelin, che vennero chiamati Starburst, Skull and crossbones, Bomb with lit fuse, Spiral, Pounding fist; comunemente l'album è conosciuto più semplicemente come Symbols.
Il primo album con il titolo di cinque lettere, ovvero UAIOE, aveva un titolo senza senso, e fu chiesto alla band di svelare il mistero; tuttavia non venne fornita nessuna interpretazione al nome, e il significato di esso venne considerato un segreto:
(Sascha Konietzko)

## Formazione
I KMFDM non hanno una formazione fissa, Sascha Konietzko è l'unico membro fisso del progetto, mentre spesso vi sono numerose collaborazioni da parte di musicisti famosi. En Esch, Raymond Watts, e il chitarrista Günter Schulz sono alcuni membri chiave della storia del gruppo, avendo partecipato attivamente e per molto tempo al progetto. Altri importanti musicisti hanno collaborato con i KMFDM, tra cui Bill Rieflin dei Ministry/R.E.M., Nivek Ogre degli Skinny Puppy, John DeSalvo dei Chemlab, Tim Sköld degli Shotgun Messiah/Marilyn Manson, F.M. Einheit degli Einstürzende Neubauten, Nina Hagen e la scrittrice Nicole Blackman. Inoltre, gruppi come i Chemlab, i Die Warzau, i Nine Inch Nails, i My Life With the Thrill Kill Kult, i Combichrist, i Die Krupps, Giorgio Moroder e molti altri hanno remixato pezzi dei KMFDM. Dal 2003 la formazione dei KMFDM è organizzata in un vero e proprio gruppo, con il contributo occasionale di altri musicisti.

### Formazione attuale
- Sascha Konietzko - voce, basso, tastiera, percussioni, drum machine, sintetizzatore, batteria, chitarra (1983 - )
- Lucia Cifarelli - voce (2002 - )
- Steve White - chitarra (2003 - )
- Jules Hodgson - chitarra, basso, banjo, sintetizzatore, pianoforte, percussioni (2002 - )
- Andy Selway - batteria (2003 - )

## Discografia

### Album in studio
- 1984 - Opium
- 1986 - What Do You Know, Deutschland?
- 1988 - Don't Blow Your Top
- 1989 - UAIOE
- 1990 - Naïve
- 1992 - Money
- 1993 - Angst
- 1995 - Nihil
- 1996 - Xtort
- 1997 - Symbols
- 1999 - Adios
- 2002 - Attak
- 2003 - WWIII
- 2005 - Hau Ruck
- 2007 - Tohuvabohu
- 2009 - Blitz
- 2011 - WTF?!
- 2013 - Kunst
- 2014 - Our Time Will Come
- 2017 - Hell Yeah
- 2019 - Paradise
- 2022 - Hyëna

## Tournée
- 1989-1990 - Ministry/KMFDM - The Mind Is A Terrible Thing To Taste Tour (Stati Uniti)
- 1990 - KMFDM/Thrill Kill Kult - Naïve Tour (Europa)
- 1991 - KMFDM/Braindead Sound Machine - Split Tour (Stati Uniti)
- 1992 - KMFDM/Barkmarket - Aloha Jerry Brown Tour (Stati Uniti)
- 1994 - KMFDM/Sister Machine Gun/Chemlab - Angstfest Tour (Stati Uniti)
- 1995 - KMFDM/Dink - Beat by Beat Tour (Stati Uniti)
- 1995 - KMFDM/Genitorturers/God Lives Underwater/Life of Agony - In your Face Tour (Stati Uniti & Europa)
- 1997 - KMFDM/PIG/Rammstein/Noxious Emotion - Tour '97 (Stati Uniti & Europa)
- 2002 - KMFDM/PIG - Sturm & Drang Tour (Stati Uniti)
- 2003 - KMFDM/Bile - WWIII U.S.S.A. Tour (Stati Uniti)
- 2004 - KMFDM/DJ Acucrack - 20th Anniversary Tour 2004
- 2005 - KMFDM/Acumen Nation - Hau Ruck Tour 2005
- 2006 - KMFDM/Combichrist - Hau Ruck Zuck World Tour
- 2009 - KMFDM - Kein Mitleid Tour 2009 (Europa & Stati Uniti)